# Primetime-Emmy-Verleihung 2003
Die Verleihung der Emmy Awards 2003 fand am 21. September 2003 im Shrine Auditorium in Los Angeles statt. Dies war die 55. Verleihung des Preises in der Sparte Primetime.

## Auszeichnungen

### Dramaserie
(Outstanding Drama Series)
- The West Wing – Im Zentrum der Macht
  - 24
  - CSI: Den Tätern auf der Spur
  - Six Feet Under – Gestorben wird immer
  - Die Sopranos

### Comedyserie
(Outstanding Comedy Series)
- Alle lieben Raymond
  - Lass es, Larry!
  - Friends
  - Sex and the City
  - Will & Grace

### Miniserie
(Outstanding Mini-Series)
- Taken
  - Hitler – Aufstieg des Bösen
  - Napoleon

### Fernsehfilm
(Outstanding Made for Television Movie)
- Von Tür zu Tür
  - Homeless to Harvard: The Liz Murray Story
  - Live aus Baghdad
  - Mein Haus in Umbrien
  - Eine Frage der Liebe

### Reality-TV-Sendung
(Outstanding Reality-Competition Program)
- The Amazing Race 4
  - American Idol
  - The Apprentice
  - Last Comic Standing
  - Survivor: Pearl Islands

### Varieté-, Musik- oder Comedyspecial
(Outstanding Variety, Music or Comedy Series)
- Cher – The Farewell Tour
  - Oscarverleihung 2003
  - Bruce Springsteen & The E Street Band
  - Robin Williams: Live on Broadway
  - Rolling Stones – Licks World Tour

### Varieté-, Musik- oder Comedysendung
- The Daily Show with Jon Stewart
  - Late Night with Conan O’Brien
  - Late Show with David Letterman
  - Saturday Night Live
  - The Tonight Show with Jay Leno

## Hauptdarsteller

### Hauptdarsteller in einer Dramaserie
(Outstanding Lead Actor in a Drama Series)
- James Gandolfini als Tony Soprano in Die Sopranos
  - Michael Chiklis als Vic Mackey in The Shield – Gesetz der Gewalt
  - Peter Krause als Nate Fisher in Six Feet Under – Gestorben wird immer
  - Martin Sheen als President Josiah Bartlet in The West Wing
  - Kiefer Sutherland als Jack Bauer in 24

### Hauptdarsteller in einer Comedyserie
(Outstanding Lead Actor in a Comedy Series)
- Tony Shalhoub als Adrian Monk in Monk
  - Larry David als sich selbst in Lass es, Larry!
  - Matt LeBlanc als Joey Tribbiani in Friends
  - Bernie Mac als Bernie McCullough in The Bernie Mac Show
  - Eric Mc Cormack als Will Truman in Will & Grace
  - Ray Romano als Ray Barone in Alle lieben Raymond

### Hauptdarsteller in einer Miniserie oder Fernsehfilm
(Outstanding Lead Actor in a Miniseries or Movie)
- William H. Macy als Bill Porter in Von Tür zu Tür
  - Brad Garrett als Jackie Gleason in Gleason: The Jackie Gleason Story
  - Tom Wilkinson als Roy in Eine Frage der Liebe
  - Paul Newman als Manager in Our Town
  - James Woods als Rudy Giuliani in Rudy: The Rudy Giuliani Story

### Hauptdarstellerin in einer Dramaserie
(Outstanding Lead Actress in a Drama Series)
- Edie Falco als Carmela Soprano in Die Sopranos
  - Jennifer Garner als Sydney Bristow in Alias – Die Agentin
  - Marg Helgenberger als Catherine Willows in CSI: Den Tätern auf der Spur
  - Frances Conroy als Ruth Fisher in Six Feet Under – Gestorben wird immer
  - Allison Janney als C.J. Gregg in The West Wing – Im Zentrum der Macht

### Hauptdarstellerin in einer Comedyserie
(Outstanding Lead Actress in a Comedy Series)
- Debra Messing als Grace Adler in Will & Grace
  - Jennifer Aniston als Rachel Green in Friends
  - Patricia Heaton als Debra Barone in Alle lieben Raymond
  - Jane Kaczmarek als Lois Wilkerson in Malcolm mittendrin
  - Sarah Jessica Parker als Carrie Bradshaw in Sex and the City

### Hauptdarstellerin in einer Miniserie oder Fernsehfilm
(Outstanding Lead Actress in a Miniseries or a Movie)
- Maggie Smith als Mrs. Delahunty in Mein Haus in Umbrien
  - Thora Birch als Liz Murray in Homeless to Harvard: The Liz Murray Story
  - Helena Bonham Carter als Ingrid Formanek in Live aus Baghdad
  - Jessica Lange als Irma in Eine Frage der Liebe
  - Helen Mirren als Karen Stone in The Roman Spring of Mrs. Stone

## Nebendarsteller

### Nebendarsteller in einer Dramaserie
(Outstanding Supporting Actor in a Drama Series)
- Joe Pantoliano als Ralph Cifaretto in Die Sopranos
  - Victor Garber als Jack Bristow in Alias – Die Agentin
  - Michael Imperioli als Christopher Moltisanti in Die Sopranos
  - Bradley Whitford als Josh Lyman in The West Wing – Im Zentrum der Macht
  - John Spencer als Leo McGarry in The West Wing – Im Zentrum der Macht

### Nebendarsteller in einer  Comedyserie
(Outstanding Supporting Actor in a Comedy Series)
- Brad Garrett als Robert Barone in Alle lieben Raymond
  - Peter Boyle als Frank Barone in Alle lieben Raymond
  - John Mahoney als Martin Crane in Frasier
  - David Hyde Pierce als Niles Crane in Frasier
  - Bryan Cranston als Hal in Malcolm mittendrin
  - Sean Hayes als Jack McFarland in Will & Grace

### Nebendarsteller in einer Miniserie oder Fernsehfilm
(Outstanding Supporting Actor in a Miniseries or Movie)
- Ben Gazzara als Nick in Hysterical Blindness
  - Peter O’Toole als Paul von Hindenburg in Hitler – Aufstieg des Bösen
  - Chris Cooper als Thomas Riversmith in Mein Haus in Umbrien
  - John Malkovich als Charles-Maurice de Talleyrand-Périgord in Napoleon
  - Alan Arkin als Jack McFarland in Die Pentagon-Papiere

### Nebendarstellerin in einer Dramaserie
(Outstanding Supporting Actress in a Drama Series)
- Tyne Daly als Maxine Gray in Für alle Fälle Amy
  - Lena Olin als Irina Derevko in Alias – Die Agentin
  - Lauren Ambrose als Claire Fisher in Six Feet Under – Gestorben wird immer
  - Rachel Griffiths als Brenda Chenowith in Six Feet Under – Gestorben wird immer
  - Stockard Channing als Abbey Bartlet in The West Wing

### Nebendarstellerin in einer Comedyserie
(Outstanding Supporting Actress in a Comedy Series)
- Doris Roberts als Marie Barone in Alle lieben Raymond
  - Cheryl Hines als Cheryl David in Lass es, Larry!
  - Cynthia Nixon als Miranda Hobbes in Sex and the City
  - Kim Cattrall als Samantha Jones in Sex and the City
  - Megan Mullally als Karen Walker in Will & Grace

### Nebendarstellerin in einer Miniserie oder Fernsehfilm
(Outstanding Supporting Actress in a Miniseries or Movie)
- Gena Rowlands als Virginia in Hysterical Blindness
  - Kathy Baker als Gladys in Von Tür zu Tür
  - Helen Mirren als Irene Porter in Von Tür zu Tür
  - Juliette Lewis als Beth in Hysterical Blindness
  - Anne Bancroft als Contessa in The Roman Spring of Mrs. Stone (2003)

## Gastdarsteller

### Gastdarsteller in einer Dramaserie
(Outstanding Guest Actor in a Drama Series)
- Charles S. Dutton als Chet Collins in Without a Trace – Spurlos verschwunden
  - Don Cheadle als Paul nathan in Emergency Room – Die Notaufnahme
  - James Cromwell als George Sibley in Six Feet Under – Gestorben wird immer
  - Matthew Langford Perry als Joe Quincy in The West Wing
  - Tim Matheson als John Hoynes in The West Wing

### Gastdarsteller in einer Comedyserie
(Outstanding Guest Actor in a Comedy Series)
- Gene Wilder als Mr. Stein in Will & Grave
  - Fred Willard als Hank MacDougal in Alle lieben Raymond
  - Hank Azaria als David in Friends
  - Jonathan Winters als Q.T. Marlens in Alles dreht sich um Bonnie
  - David Duchovny als Johnny Volcano in Alles dreht sich um Bonnie

### Gastdarstellerin in einer Dramaserie
(Outstanding Guest Actress in a Drama Series)
- Alfre Woodard als Denise Freeman in Practice – Die Anwälte
  - Sally Field als Maggie Wyczenski in  Emergency Room – Die Notaufnahme
  - Tovah Feldshu als Danielle Melnick in  Law & Order
  - Barbara Barrie als Paula Haggerty in Law & Order: Special Victims Unit
  - Kathy Bates als Bettina in Six Feet Under – Gestorben wird immer
  - Farrah Fawcett  als Mary Gressler in The Guardian – Retter mit Herz

### Gastdarstellerin in einer Comedyserie
(Outstanding Guest Actress in a Comedy Series)
- Christina Applegate als Amy Green in Friends
  - Betty Garrett als Molly Firth in Becker
  - Georgia Engel als Pat MacDougal in Alle lieben Raymond
  - Cloris Leachman als Ida in Malcolm mittendrin
  - Betty White als Sylvia in Yes, Dear

### Individuelle Leistung in einer Varieté- oder Musiksendung
(Outstanding Individual Performance in a Variety or Music Program)
- Hugh Jackman für The 58th Annual Tony Awards
  - Martin Short als „Jiminy Glick“
  - Jon Stewart für The Daily Show
  - Jay Leno für The Tonight Show
  - Whoopi Goldberg für Whoopi: Back to Broadway – The 20th Anniversary

## Regie

### Regie für eine Dramaserie
(Outstanding Directing for a Drama Series)
- Christoper Misiano für The West Wing – Im Zentrum der Macht
  - Ian Toynton für 24
  - Alan Poul für Six Feet Under – Gestorben wird immer
  - John Patterson für Die Sopranos
  - Tim Van Patten für Die Sopranos

### Regie für eine Comedyserie
(Outstanding Directing for a Comedy Series)
- Robert B. Weide für Lass es, Larry!
  - Larry Charles für Lass es, Larry!
  - Bryan Gordon für Lass es, Larry!
  - David Steinberg für Lass es, Larry!
  - Michael Engler für Sex And The City
  - James Burrows für Will & Grace

### Regie für eine Miniserie, Fernsehfilm oder ein Special
(Outstanding Directing for a Miniseries, Movie or Dramatic Special)
- Steven Schachter für Von Tür zu Tür
  - Mick Jackson für Live aus Baghdad
  - Richard Loncraine für Mein Haus in Umbrien
  - Frank Pierson für Soldier’s Girl
  - Robert Allen Ackerman für The Roman Spring of Mrs. Stone

### Regie für eine Varieté-, Musik- oder Comedysendung
(Outstanding Directing for a Variety, Music or Comedy Program)
- Glenn Weiss für The 56th Annual Tony Awards
  - Louis J. Horvitz für The 75th Annual Academy Awards
  - Chris Hilson für Bruce Springsteen & The E Street Band
  - Jerry Foley für The Late Show with David Letterman
  - Beth Cathy Miller für Saturday Night Live

## Drehbuch

### Drehbuch für eine Dramaserie
(Outstanding Writing for a Drama Series)
- Mitchell Burgess, Robin Green und David Chase für Die Sopranos
  - Craig Wright für Six Feet Under – Gestorben wird immer
  - David Milch für Deadwood (Episode: "Pilot")
  - Mitchell Burgess und Robin Green für Die Sopranos
  - Terence Winter für Die Sopranos
  - Aaron Sorkin für The West Wing – Im Zentrum der Macht

### Drehbuch für eine Comedyserie
(Outstanding Writing for a Comedy Series)
- Tucker Crawley für  Alle lieben Raymond
  - Mike Royce für Alle lieben Raymond
  - Robb Cullen und Mark Cullen für Lucky
  - Cindy Chupack und Michael Patrick King für Sex and the City
  - Steve Tompkins für The Bernie Mac Show

### Drehbuch für eine Miniserie, Fernsehfilm oder ein Special
(Outstanding Writing for a Miniseries, Movie or Dramatic Special)
- William H. Macy und Steven Schachter für Von Tür zu Tür
  - Laura Cahill für Hysterical Blindness
  - Richard Chapman, Timothy J. Sexton, John Patrick Shanley und Robert Wiener für Live aus Baghdad
  - Hugh Whitemore für Mein Haus in Umbrien
  - Jane Anderson für Eine Frage der Liebe

### Drehbuch für eine Varieté-, Musik- oder Comedysendung
(Outstanding Writing for a Variety, Music or Comedy Program)
- The Daily Show
  - Late Night with Conan O’Brien
  - Robin Williams: Live on Broadway
  - The Late Show with David Letterman
  - Saturday Night Live

### Beste Zeichentrickfolge
(Outstanding Animated Program)
- Die Simpsons: Homer auf Irrwegen
  - Gingers Welt: And She Was Gone
  - Kim Possible: Crush
  - Futurama: Gebell aus der Steinzeit
  - SpongeBob Schwammkopf: Der neue Mitschüler/Moby Muschel